# Pozonia andujari
Pozonia andujari is een spinnensoort in de taxonomische indeling van de wielwebspinnen (Araneidae).
Het dier behoort tot het geslacht Pozonia. De wetenschappelijke naam van de soort werd voor het eerst geldig gepubliceerd in 2007 door Alayón.